# محارب بن دثار
محارب بن دثار من بني سدوس بن شيبان بن ذهل بن ثعلبة بن عكابة بن صعب بن علي بن بكر بن وائل ويكنى أبا مطرف ولي قضاء الكوفة وكان راويا لبعض الأحاديث والآثار ولكن أئمة الحديث لم يكونوا يحتجون به.

## أبرز أعماله
توليه قضاء الكوفة وروياته بعض الأحاديث والآثار. وروي عنه أنه قال أُسْتُعْمِلتُ على القضاء فبكيت وبكى عيالي فلما عزلت عن القضاء بكيت وبكى عيالي قال قال سفيان بن عيينة وقد رأيته قيل لسفيان أين رأيته قال في الزاوية يقضي فلما جاء هؤلاء يعني بني هاشم جلس محمد بن عبد الرحمن بن أبي ليلى عند أصحاب محارب فتكلموا.

## موته
مات محارب بن دثار في ولاية خالد بن عبد الله القسري وذلك في خلافة هشام بن عبد الملك. قال ابن سعد في الطبقات وله أحاديث ولا يحتجون به.